# Martyn Woodroffe
Martyn John Woodroffe, född 8 september 1950 i Cardiff, är en brittisk före detta simmare.
Woodroffe blev olympisk silvermedaljör på 200 meter fjäril vid sommarspelen 1968 i Mexico City.